# Invencible (película de 2001)
Invencible (en alemán: "Unbesiegbar") es una película dramática de 2001 escrita y dirigida por Werner Herzog. Las estrellas de la película son Tim Roth , Jouko Ahola , Anna Gourari y Max Raabe. El filme trata de la historia de un forzudo judío en Alemania. La película está basada en la vida real de Zishe (o Sigmund) Breitbart, aunque Herzog uso aspectos reales pero también ficticios de la vida de Breitbart (por ejemplo que él murió en 1933 cuando el Breitbart verdadero murió en 1925). La película hace alegoría a la fuerza humana, a la honestidad y la confianza en uno mismo.

## Personajes
- Erik Jan Hanussen - (Tim Roth) Dueño y estrella principal de un cabaret de Berlín donde realizaba actos de ocultismo.
- Zishe Breitbart - (Jouko Ahola) forzudo judío que trabajaba en el cabaret de Hanussen.
- Marta Farra - (Anna Gourari) Pianista esposa de Hanussen.

## Argumento
La historia comienza en marzo de 1932. Seigmund Breitbart (Jouko Ahola) es el hijo de un herrero de un pueblo de Polonia. Es muy fuerte, en parte por su trabajo. El dueño de un bar vio la increíble fuerza de Breitbart tras una pelea con unos borrachos y lo convenció para ir a Berlín para hacer exhibiciones de fuerza.
Al llegar a Berlín comienza a trabajar en el cabaret de Hanussen exhibiendo su fuerza. Al salir por primera vez al escenario Hanussen lo disfraza del héroe nórdico Sigfrido para ocultar su origen judío, ya que gran parte del público era nazi.
Cuando su hermano menor Benjamín lo visita, Breibart deja a un lado su personaje de Sigfrido y revela su origen al público, mostrándose como el nuevo Sansón judío, y el público reacciona escandalosamente. Tras un tiempo Hanussen es enjuiciado y acusado de farsante, es mandado ejecutar y el cabaret cierra.
En diciembre de 1932 Breibart vuelve a su pueblo natal en Polonia y advierte que los nazis son una grave amenaza para su pueblo y que todos deben volverse fuertes como él. Más tarde clavando un clavo sobre una madera se atraviesa hasta la rodilla y se infecta. Su pierna es amputada y Breibart muere el 28 de enero de 1933, dos días antes de que Hitler llegase al poder en Alemania.